# Faraday (cratère)
Faraday est un cratère lunaire situé sur la face visible de la Lune au sud de la Mare Nubium. Le cratère Faraday se trouve à l'ouest des cratères Maurolycus (en) et Barocius ainsi qu'à l'est des cratères Nasireddin et Stöfler. Sa bordure nord est empiétée par de nombreux cratères d'impacts.  Sa bordure nord-ouest est empiétée par le cratère Fernelius. Il y a une petite crête centrale qui s'étend du sud-ouest au nord-est divisant le cratère Faraday en deux. Le plancher est presque plat dans la moitié nord-ouest.
En 1935, l'Union astronomique internationale a donné le nom du physicien anglais Michael Faraday à ce cratère lunaire, après avoir refusé celui du mathématicien espagnol Julio Rey Pastor.

## Cratères satellites
Par convention, les cratères satellites sont identifiés sur les cartes lunaires en plaçant la lettre sur le côté du point central du cratère qui est le plus proche de Faraday.
| Faraday | Latitude | Longitude | Diamètre |
| ------- | -------- | --------- | -------- |
| A       | 41.5° S  | 9.7° E    | 21 km    |
| C       | 43.3° S  | 8.1° E    | 30 km    |
| D       | 43.7° S  | 9.6° E    | 14 km    |
| G       | 45.8° S  | 10.1° E   | 31 km    |
| H       | 45.0° S  | 10.3° E   | 12 km    |